# Хашімото Соїчі
Соїчі Хашімото (яп. 橋本壮市; 24 серпня 1991, Префектура Сідзуока, Японія) — японський дзюдоїст, срібний та бронзовий призер Олімпійських ігор 2024 року, семиразовий чемпіон світу.

## Виступи на Олімпіадах
| Олімпіада  | Дисципліна      | Місце |
| ---------- | --------------- | ----- |
| Париж 2024 | до 73 кг        | 3     |
| Париж 2024 | змішана команда | 2     |

## Зовнішні посилання
- Хашімото Соїчі на сайті International Judo Federation (англійська)
- Хашімото Соїчі на сайті JudoInside.com (англійська)
- Хашімото Соїчі на сайті AllJudo.net (французька)